# География Португалии
Португа́лия — самое западное государство континентальной Евразии, расположено на юго-западе Пиренейского полуострова. На суше граничит только с Испанией (1214 км). Португалии также принадлежат Азорские острова и Мадейра.

## Рельеф и строение
Португалия занимает Португальскую географическую область Пиренейского полуострова с некоторыми присущими ей чертами ландшафтного единства. Она занимает западную, опущенную к Атлантическому океану, окраину Мезеты, от низовья реки Миньо на севере до устья реки Гвадианы и Кадисского залива на юге и вытянута в меридиональном направлении на протяжении 550 км, со средней шириной 175 км (площадь — 89 тыс. кв. км). Эта окраинная область Европы заключает в себе наиболее обширную низменную площадь Пиренейского полуострова, с преобладанием равнинного и холмистого рельефа (Португальская низменность). На северо-востоке страна замыкается горами западного высокого края северной части Мезеты и вся целиком обращена к океану, являясь наиболее приморской страной Пиренейского полуострова.
Берег океана в Португалии в основном сложен молодыми разломами и сбросами, по линиям которых опустилась на дно моря обширная полоса суши, о чём свидетельствует наличие подводных долин. Таков глубокий подводный каньон к северу от мыса Карвоэйро (Пениши), где ранее проходило низовье реки Тахо (Тежу), затем отклонившееся к юго-западу, вследствие недавнего поднятия береговой полосы в районе хребта Серра-де-Синтра. Побережье Португалии в целом представляет чередование участков, то опускающихся, то поднимающихся. Эти движения нередко сопровождаются сейсмическими сотрясениями: в частности, они вызвали знаменитое Лиссабонское землетрясение 1755 г., когда почти целиком был разрушен большой город и погибло более двадцати тысяч человек. В современную геологическую эпоху в большей части побережья наиболее значимо опускание, что местами обусловило проникновение моря в устья речных долин. Благодаря этому Португалия обладает рядом удобных естественных гаваней в бухтах-эстуариях, среди которых в особенности примечательна гавань Лиссабона.
Крупная, резко выраженная в рельефе линия разломов и сбросов ограничивается в пределах Португалии более повышенную полосу края древнего массива Мезеты, сложенную гранитами, гнейсами, сланцами и кварцитами. Наиболее отчетливо это видно в северной части страны, от реки Дуро (Дуэро) до реки Тежу (Тахо), где горный район края Мезеты вздымается над низменной или холмистой береговой полосой. Максимальной высоты в горном районе достигает гранитный хребет Серра-да-Эштрела (до 1990 м), который может рассматриваться как западная оконечность Центральной Кордильеры Испании. От места, где этот массив заканчивается крутым сбросовым склоном, протягивается к юго-западу, вплоть до берега моря, невысокий хребет Серра-де-Синтра (до 677 м).
Этот хребет сложен юрскими и меловыми известняками, подвергшимся складчатости и разломам, с выходами вулканических пород и гранитов. Характерно для данного района значительное развитие карстовых форм. Подобное же строение имеет к югу от Лиссабона замыкающий устье Тахо Сетубальский полуостров с кряжем Серра-де-Аррабида.
Южная Португалия на большей части протяжения низменна, чем она отличается от севера страны, с преобладанием горной местности. К югу от нижнего течения Тахо простираются обширные равнины, сложенные из рыхлых миоценовых и плиоценовых лагунных и озёрных отложения и пересечённые реками Соррая и Саду. К востоку от них выступает кристаллический и палеозойский пенеплен Мезеты в виде невысокого волнистого плато с отдельными кряжами, выделенными размывом по простиранию древней складчатости (северо-запад — юго-восток).
На крайнем юге, в районе Алгарве, местность целиком сложена каменноугольными сланцами и песчаниками и приподнята щитообразно, составляя западную оконечность зоны испанской Сьерры-Морены. Здесь протягивается в широтном направлении кряж Серра-де-Моншике из тех же пород, с главными вершинами Фойя (902 м) и Пикота (774 м), представляющими собой лакколиты. Южный склон Серы ограничен сбросом, переходя в холмистую полосу южного берега страны — Баррокаль, сложенную юрскими и меловыми известняками, мергелями и песчаниками. У подножия холмов протягивается полоса приподнятого песчаного древнего пляжа с дюнами и лагунами. В настоящее время берег и здесь обнаруживает признаки опускания.
По общему ландшафтному типу Португалия отчётливо распадается на две половины — северную и южную; границей между ними служит долина реки Тахо. На севере — горная страна с сильно расчлененными рельефом (провинции Трас-ос-Монтес и Бейра-Альта) и сравнительно неширокая полоса холмистой приморской низменности. Южная Португалия преимущественно низменна, с широкими равнинами и волнистыми плато.

## Климат
Климат Португалии — средиземноморский, с заметно выраженным влиянием океана. Север страны, в особенности горные области, отличается высокой влажностью, со средними годовыми количествами атмосферных осадков от 1 до 2 м и более. К югу влажность постепенно уменьшается, климат становится гораздо суше, с продолжительным ясным и жарким летом; на юге среднее годовое количество осадков местами — менее 500 мм. В северной Португалии ярко проявляется высотная климатическая зональность, горные местности обладают прохладным климатом.

## Растительность
Несмотря на различие климата северной и южной Португалии, растительный покров страны сравнительно однородный, типично средиземноморский. Вертикальная зональность растительности выражена, отчетливо, но несколько смягчена влиянием океана, влажностью воздуха. Распространены леса вечнозеленых дубов (каменного и пробкового), приморской сосны и пинии; в горах — леса каштановые и дубовые (из листопадных дубов). Леса в значительной степени вырублены, занимая ныне лишь около 20 % всей площади. Большое развитие имеют в Португалии густые и пышные заросли маквиса. В береговой полосе, в особенности в районе кряжа Серра-де-Синтра, сохранились незначительные остатки реликтовых лесов, обнаруживающих некоторую близость к лесам Атлантических островов (Мадейры и Канарских).

## Хозяйственная деятельность
В Португалии имеется много виноградников и плодовых садов — цитрусовых, фиговых, оливковых и миндальных; кроме того, выращиваются огородные и зерновые культуры, с преобладанием маиса и пшеницы. Значительно развито в Португалии животноводство. Большое значение имеют мореплавание и рыболовство, а также горное дело (с добыванием угля, меди, вольфрама, олова).